# Paweł Koszutski
Paweł Koszutski herbu Leszczyc (zm. 28 stycznia 1609 roku) – wojski poznański w latach 1597–1609, sekretarz królewski w latach 1591-1598, pisarz Metryki Koronnej kancelarii mniejszej w latach 1591-1598.
W 1607 roku był posłem na sejm z województwa poznańskiego.